# Hluti
Hluti é uma cidade de Essuatíni localizada no distrito de Shiselweni.